# Péniche

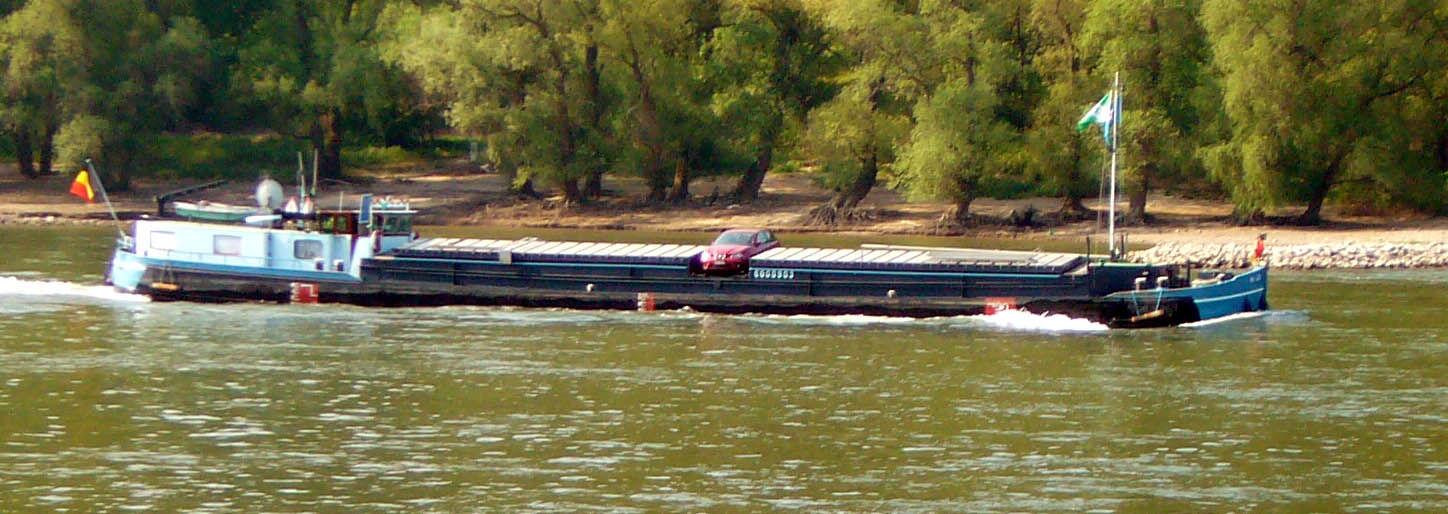
Péniche auf dem Rhein

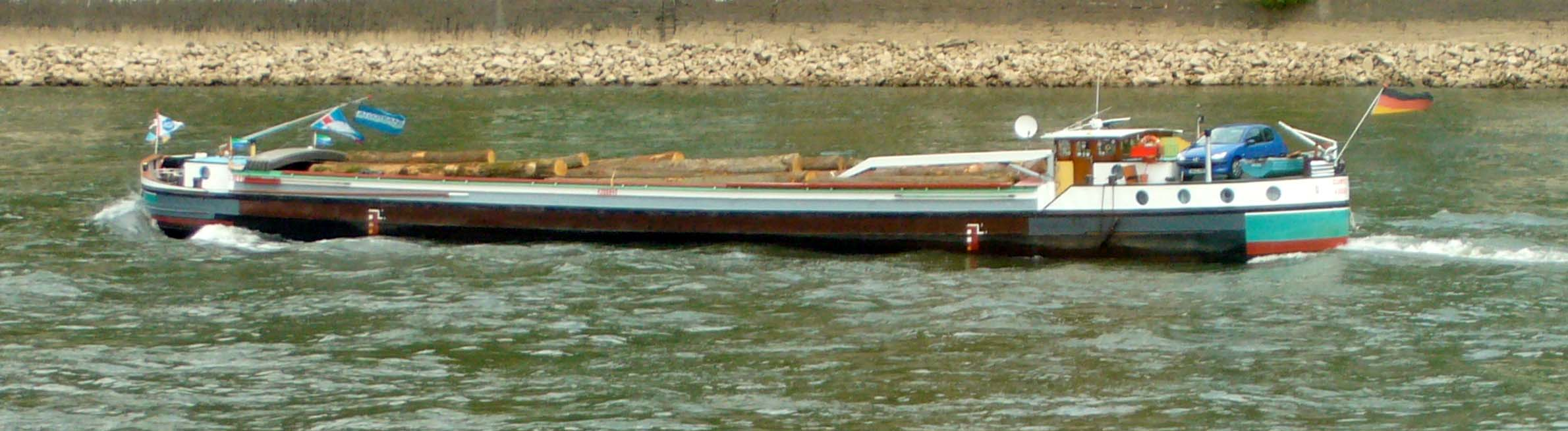
Spits (Péniche), MS Scampolo

Eine Péniche (deutsch „Frachtkahn“, v. frz. Pinasse, Boot aus Kiefernholz) ist ein Binnenschiff. Pénichen werden auch als Penischen, Flamländer oder Spits bezeichnet. Die gebräuchlichsten entsprechen den Abmessungen der Freycinet-Klasse (auch Freycinet-Péniche genannt). Das Freycinetmaß war maßgebend für die Spezifikation der Binnenschiffsklasse I westlich der Elbe.

## Entwicklung
Diese Klasse kastenförmiger Kanalschiffe entstand im Zuge der 1879 vom französischen Minister für öffentliche Arbeiten Charles de Freycinet neu festgelegten Norm für die Schleusenabmessungen in den französischen Kanälen. Durch die Bauart (das Ruder kann um 90° quergestellt werden) wird die Schleusenkammer maximal ausgenutzt.
Entwickelt wurde dieser Schiffstyp in Belgien. Pénichen waren ursprünglich reine Schleppschiffe (Treidelschiffe) ohne Aufbauten, außer einem oft mittschiffs aufgebauten Stall, wenn eigene Treidelpferde vorhanden waren. Im Zuge der Motorisierung ab den 1920er Jahren baute man auf das Achterdeck ein niedriges, tiefliegendes Roef (Wohnung) und davor ein kaum höheres Steuerhaus. Durch die niedrigen Aufbauten machen diese Schiffe einen gedrungenen Eindruck. Dies wurde in früheren Zeiten durch die Verwendung dunkler Farben noch verstärkt.
Pénichen waren im 19. Jahrhundert meist aus Holz, zunehmend aus Eisen gefertigt. Es gab auch eine „Mixbauweise“ mit hölzernem Rumpf. Holzlukendeckel kamen vergleichsweise spät hinzu.

## Abmessungen
Die Schiffsabmessungen betragen maximal 38,5 m × 5,05 m bei einem Tiefgang von höchstens 2,50 m, entsprechend einer Ladekapazität von 400 t. Bei Fahrten auf den (französischen) Kanälen, deren Schleusen dem Freycinet-Maß entsprechen, verringert sich die Lademenge auf rund 250 t bei 1,80 m Tiefgang (entspricht mindestens sieben LKW oder vier Güterwaggons).
Gemessen an heutigen, modernen Schiffstypen sind Pénichen sehr klein, besitzen allerdings den Vorteil, dass sie praktisch jede Binnenwasserstraße in Europa befahren dürfen.

## Bestand
Im Schiffsregister der CCR (Zentralkommission der Rheinschifffahrt) sind noch 1780 Schiffe der Größe 37–40 m × 4,80–5,20 m gelistet. Wie viele echte Freycinet-Pénichen noch darunter sind, lässt sich nicht genau ermitteln. In den Niederlanden sind noch 135 Spitse regelmäßig auf Fahrt. Viele Schiffe wurden verschrottet oder zu Restaurant- und Wohnschiffen umgebaut. In Deutschland fuhren früher auf den Kanälen zwischen Elbe und Oder (Finowkanal, Obere Havel-Wasserstraße; vergleiche Finowmaß), auf dem Ludwig-Donau-Main-Kanal sowie auf der seit 1866 (bis 1999) nur über das französische Kanalnetz erreichbaren mittleren Saar Schiffe mit vergleichbaren Abmessungen. Auf der Lahn verkehrende Schiffe waren noch kleiner, mit den Abmessungen 34,0 × 5,25 m und 1,69 m Tiefgang.
Gemeldete Schiffe:
- Niederlande 359[2]
- Belgien 354
- Frankreich 914
- Deutschland 122
- Schweiz 1
- Luxemburg 2

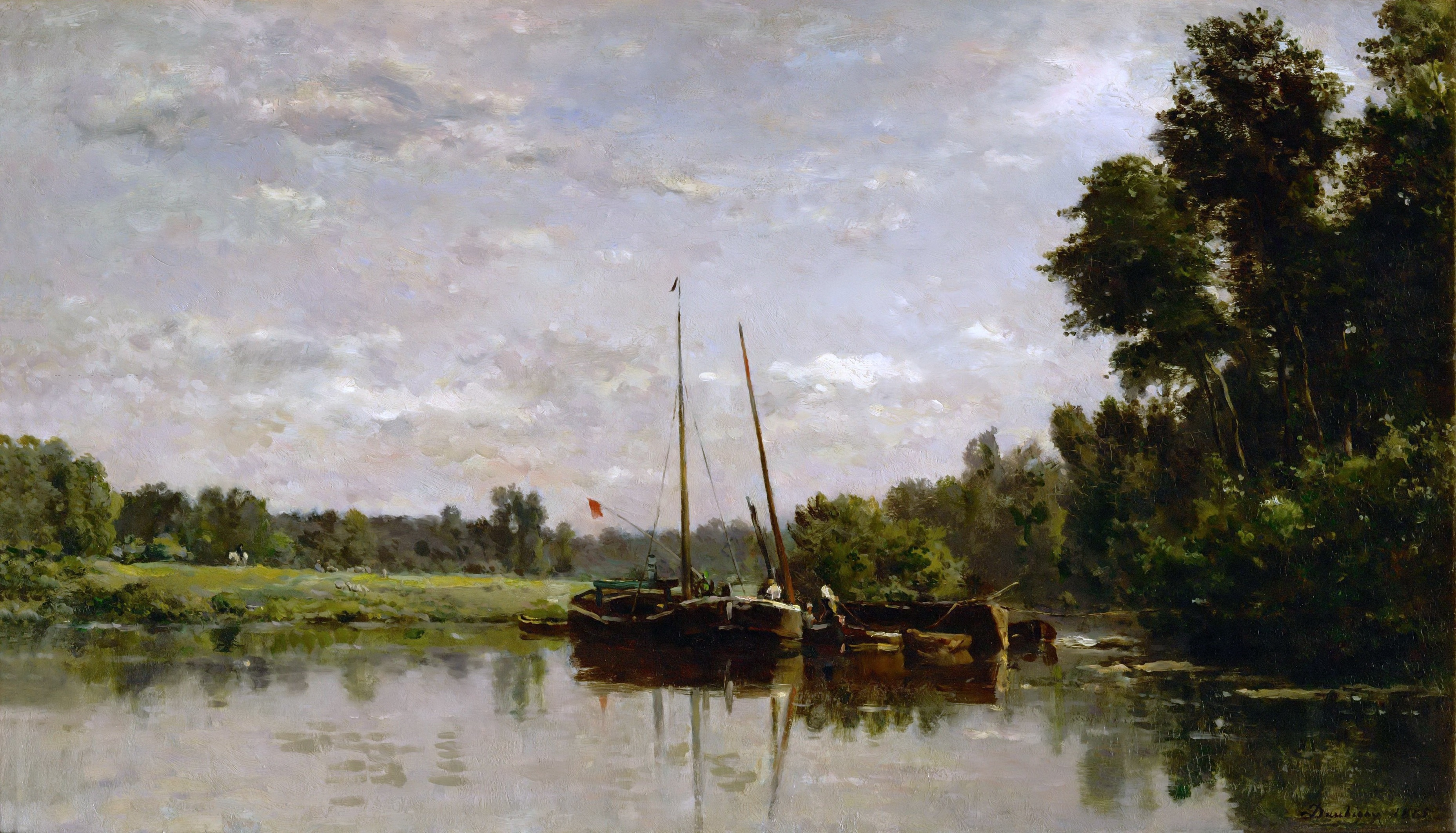
Les Péniches (1865) – Ölgemälde von Charles-François Daubigny im Louvre

Stand 2015 hat sich die Anzahl der Schiffe deutlich verringert. In Frankreich sind nur noch 591 Schiffe mit weniger als 1000 Tonnen Nutzlast gemeldet. Für die anderen genannten Länder liegen keine aktualisierten Statistiken vor, die CCR-Statistiken enden 2002.

## Freycinet 2000
Um die Jahrtausendwende sollte ein neuer Pénichen-Typ, Freycinet 2000, entwickelt werden. Diese Schiffe sollten die Abmessungen der herkömmlichen Pénichen haben, vom Aussehen aber eher einem Leichter mit Antrieb ähneln.
Gebaut wurden nach 1983 allerdings nur drei neue Schiffe mit Freycinet-Abmaßen: die Schüttgutfrachter Mica, Quartz und Feldspath.